# 루카스필름 게임스
루카스필름 게임스(1990년부터 2021년까지 사명은 루카스아츠)는 영화사 루카스필름의 자회사로서 1982년 5월 창립한 미국의 비디오 게임 개발 회사이다. 어드벤처 게임으로 유명하며, 현재 《스타 워즈》를 배경으로 한 게임들을 제작하고 있다.

## 역사
1982년 5월 조지 루카스의 영화사 루카스필름의 비디오 게임 사업부로 시작했다. 루커스는 자신의 회사가 엔터테인먼트의 다른 분야로도 뻗어나가기를 원했고, 그리고 아타리와 협력하여 비디오 게임들을 만들었다.
협력해서 만든 게임으로 《Ballblazer》와 《Rescue on Fractalus!》같은 독특한 액션 게임들이었는데 두 게임 모두 아타리가 마케팅 리뷰를 하기 위해 받은 복사 보호 장치가 없는 사본을 받은 정확히 1주일 뒤에 게시판에 유출되었고 정식 발매일 전 몇 달 동안 널리 유포되었다. 1984년, 그들은 루커스필름 게임이라는 상표를 달고 아타리 5200용으로 게임을 출시했다. 1985년까지 가정용 컴퓨터용으로는 개발되지 않았다.
첫 게임들은 루카스필름 혼자서 개발했고, 배급사들은 루카스아츠의 게임을 배급만 했다. 아타리는 자신들이 개발한 게임기용으로 나온 버전만 판매했고, 액티비전과 에픽스는 루카스아츠가 컴퓨터용으로 개발한 버전을 시장에 판매했다. 《매니악 맨션》은 루카스필름이 처음으로 개발도 하고 배급도 맡은 게임이다.
1990년 루카스 회사들이 다시 재조직되면서 루카스필름의 게임 사업부는 Industrial Light & Magic과 Skywalker Sound와 함께 새로 창립한 루카스아츠 엔터테인먼트 컴패니의 일부가 되었다. 나중에 ILM과 Skywalker Sound는 루카스 디지털로 합병한다. 그리고 루카스아츠는 이전 게임 사업부의 정식 명칭이 된다.

## 어드벤처 게임
루커스아츠에서 처음 개발한 어드벤처 게임은 같은 《미궁》(Labyrinth; 1986년)으로, 동명의 루커스필름에서 제작한 영화를 기반으로 한 게임이다. ICOM의 게임《데자뷰》는 루커스아츠가 자사의 스크립트 언어인 SCUMM (스컴)을 처음으로 사용하여 1987년 발매한 《매니악 맨션》(Maniac Masion; 공포의 저택)에 영향을 주었다. 어드벤처 게임은 이후 몇 해간 계속 발매되었고, 1990년대 초의 절반은 루커스아츠의 전성기였다. 《작의 모험》(Zak McKracken and the Alien Mindbenders; 1988년), 엄청난 호평을 받은 《원숭이 섬의 비밀》(The Secret of Monkey Island; 1990년) 같은 게임들을 내놓음으로써 어드벤처 게임 장르 개발을 선도하는 개발사라는 평과 함께 당시 고품질의 어드벤처 게임을 내놓던 시에라 온라인과 크게 경쟁하게 되었다.
이후 5년 동안 어드벤처 게임의 인기는 점차 시들게 되었고 개발 과정에 들어가는 고해상도 미술과 CD 품질의 음악 가격은 점차 증가했다. PC 시장은 새롭고 비싼 그래픽 카드의 성능의 효과를 제대로 활용하는 게임들을 원했고 플레이스테이션, 닌텐도 64, 세가 새턴 같은 3D 성능을 가진 가정용 게임기가 출시되는 판에서 2차원, 이야기가 주가 된, 스크립트 형식과 퍼즐을 해결하는 방식의 어드벤처 게임 장르는 대다수 새 게이머들로부터 인기를 얻지 못했다.
루커스아츠도 《원숭이 섬의 비밀》 세 번째 후속작인 《원숭이 섬의 저주》(The Curse of Monkey Island)를 1997년에 내놓는 것을 마지막으로 2차원, 포인트 앤 클릭 방식의 어드벤처 게임 개발을 접게 된다. 1998년 발매한 《그림 판당고》(Grim Fandango)는 루커스아츠가 2차원에서 3차원 게임으로 전환하기 위한 첫 시도였다. 주인공 조작 방식은 일반적인 마우스 조작으로는 좀 어려워졌지만 비주얼, 성우, 구성 면에서 호평을 받았다. 《그림 판당고》는 게임스팟의 1998년 올해의 게임 상 (Game of the Year)을 받았다.
현재 루커스아츠가 가장 최근에 발매한 어드벤처 게임은 2000년에 발매한 《원숭이 섬에서 탈출》(Escape from Monkey Island)이다. 원숭이 섬에서 탈출도 《그림 판당고》와 비슷한 조작 방식을 선보였으며, 괜찮은 평을 받았다.

## 밀리터리 시뮬레이션
1980년대 후반부터 1990년대 초까지 루커스필름 게임은 여러 밀리터리 시뮬레이션 게임 시리즈를 개발했다. 첫 해군 시뮬레이션인 《PHM 페가수스》와 《스트라이크 플리트》는 1987년에 발매됐는데, 두 게임 모두 일렉트로닉 아츠가 PC, 코모도어 64, 애플 II를 포함한 여러 플랫폼으로 배급했다.
1988년에는 제2차 세계 대전에서의 공중전을 다룬 《배틀호크 1942》(Battlehawks 1942)가 발매되었다. 플레이어는 미군이나 일본군 파일럿이 되어 태평양 무대에서 전투할 수 있다. 《배틀호크 1942》에 이어 나치 공군과 영국 공군 사이의 전투를 다룬 《그들의 찬란했던 시간: 영국의 전쟁》(Their Finest Hour: The Battle of Britain)이 1989년 발매되었다. 뒤이어 1991년 《나치 공군의 비밀 무기》(Secret Weapons of the Luftwaffe)를 발매함으로써 이 시리즈는 끝나게 된다. 이 3부작은 역사적 정확성과 자세한 부속 자료로 칭찬을 받았다. 나치 공군의 비밀 무기의 경우 224쪽의 역사 설명서가 들어가 있었다.

## 스타 워즈 게임
루커스아츠는 루커스필름이 제작한 영화를 기반으로 한 게임(미궁, 인디애나 존스)들을 만들었지만 1990년대 초까지 그들은 가장 장래성 있는 루커스필름의 영화를 사용할 수 있는 권리를 쓰지 않았다. 《스타 워즈》 액션 게임은 닌텐도 게임기에서부터 나타나기 시작했으나, 다른 회사들이 루커스아츠를 위해 개발한 것이었다. 루커스아츠가 자체적으로 만든 게임은 우주 전투 시뮬레이션인 《스타 워즈: X-윙》(Star Wars: X-Wing; 1993년)으로, 나중에 성공적인 시리즈로 오르게 된다.
CD-ROM 전용의 《스타 워즈》게임인 《스타 워즈: 저항군의 반격》(Star Wars: Rebel Assault; 1993년)은 회사의 큰 성공 사례들 중 하나로 꼽히며 1990년대 초의 CD-ROM 드라이브의 킬러 애플리케이션으로 꼽힌다.
한편 이드 소프트웨어의 둠의 영향을 받아 루커스아츠는 1995년 1인칭 슈팅 게임인 《스타 워즈: 다크 포스》(Star Wars: Dark Forces)를 발매하여, 비교적 최근까지 《스타 워즈》를 주제로 한 1인칭 슈팅 게임을 개발해 왔다.

## 참조

### 주해
1. ↑  영어: Lucasfilm Games
2. ↑  영어: LucasArts Entertainment Company, LLC